# Frances Cuka
Frances Cuka (* 21. August 1936 in London; † 16. Februar 2020) war eine britische Film- und Fernsehschauspielerin.

## Leben
Cuka wurde in London als Tochter von Letitia Alice Annie, einer Schneiderin, und Joseph Cuka, einem Kupferstecher, geboren. Zu ihrer nun fünfzigjährigen Schauspielerkarriere gehören sowohl in Filmen als auch in Fernsehproduktionen zahlreiche Rollen. Bekannte Serien, in denen sie auftrat, sind zum Beispiel Der Aufpasser und Coronation Street. 1970 spielte sie im Musicalfilm Scrooge die Frau des Bob Cratchit und im Historienfilm Henry VIII and his Six Wives (1972) die Rolle der Katharina von Aragón. In späteren Jahren war sie in Nebenrollen in Schneewittchen, Swimming Pool und Oliver Twist. Bis in ihre letzten Lebensjahre stand sie für Film- und Fernsehproduktionen vor der Kamera.
Daneben war sie auch gelegentlich als Theaterdarstellerin tätig und trat 1958 und 2010 in Bühnenaufführungen von literarischen Werken auf.

## Filmografie (Auswahl)
- 1961: Over the Odds
- 1969: The Champions (Fernsehserie, 1 Folge)
- 1970: Scrooge
- 1972: Hide and Seek
- 1980: Schrei der Verlorenen (The Watcher in the Woods)
- 1990: Land der schwarzen Sonne (Mountains of the Moon)
- 1991: Angst vor der Dunkelheit (Afraid of the Dark)
- 1994: Der Aufpasser (Minder; Fernsehserie, 1 Folge)
- 1997: Schneewittchen (Snow White: A Tale of Terror)
- 2001–2007: Doctors (Fernsehserie, 3 Folgen)
- 2003: Swimming Pool
- 2006–2009: Casualty (Fernsehserie, 7 Folgen)
- 2005: Oliver Twist
- 2014: Näher am Mond (Closer to the Moon)